# Musikjahr 1423
Liste der Musikjahre

◄◄ | ◄ | 1419 | 1420 | 1421 | 1422 | Musikjahr 1423 | 1424 | 1425 | 1426 | 1427 | ►

Weitere Ereignisse
Dieser Artikel behandelt das Musikjahr 1423.

## Ereignisse

### Fürstentum Provence
- Der französische Komponist Jacobus Murrin ist 1423 Priester in Aix-en-Provence.[1]

### Heiliges Römisches Reich

#### Freie Reichsstadt Nürnberg
- Der deutsche Komponist, Organist und Lautenist Conrad Paumann, der von Geburt an blind war, erhält in jungen Jahren die Unterstützung des Nürnberger Patriziers Ulrich Grundherr und ab 1423 Unterstützung durch dessen Sohn Paul.[2][3]

#### Grafschaft Hennegau
- Der franko-flämische Komponist, Dichter und Kleriker Gilles Binchois übt seine Organistendienste an der Kirche Sainte-Waudru in Mons bis 1423 aus; am 28. Juli dieses Jahres zahlt er an die Stadt Mons einen Geldbetrag für das Privileg, nach Lille umziehen zu dürfen, und hat Mons wohl anschließend verlassen.[4]
- Der französische Komponist Johannes Legrant ist möglicherweise in den Jahren 1423–1424 für die Stiftskirche St. Vincent in Soignies tätig, da für diese Jahre ein „Johannes le Grant“ auf der Gehaltsliste steht.[5]

#### Hochstift Lüttich
- Der Komponist Johannes Brassart hat enge Beziehungen zur Kollegiatkirche St.-Jean-l’Évangéliste in Lüttich, ist hier ab dem Jahr 1422 mehrmals als Sänger erwähnt und als Kaplan tätig.[6][7]

### Herzogtum Burgund
- Der Komponist Jacobus Vide ist im Dezember 1423 Kammerdiener (valet de chambre) des burgundischen Herzogs Philipp III. Mitglied der burgundischen Kapelle ist er nicht, anscheinend aber privater Musiker des Herzogs.[8][9]

### Italienische Staaten

#### Kirchenstaat
- 08. Juni: Die Brüder Arnold Lantins und Hugo Lantins, beide Geistliche und Komponisten aus Lüttich, sind in der Hofkapelle der Malatesta in Pesaro tätig. Dies bezeugt auch das etwa zeitgleich entstandene Lied Hé compagnons von Guillaume Dufay, der die beiden Brüder in seinem Lied erwähnt.[10][11]
- Guillaume Dufay ist seit 1420 als Mitglied der Malatesta-Hofkapelle in Pesaro oder Rimini tätig.[12]
- Jehan Vincenet ist 1423 ein „Mitglied der Kapelle Kardinal Alfonso Carillos, des päpstlichen Legaten in Bologna“.[13]

#### Republik Florenz
- Der italienische Musiktheoretiker und Komponist Paolo da Firenze fungiert 1419 und 1423 als päpstlicher Legat in Florenz.[14]

### Königreich England
- Guillaume de Benoit ist zwischen 1423 und 1427 Mitglied der Kapelle des Duke of Suffolk.[15][16]
- Der englische Komponist und Musiktheoretiker Leonel Power ist 1423 und 1441 bis 1445 in Zusammenhang mit der Kathedrale von Canterbury nachgewiesen.[17] Am 14. Mai 1423 wird er in Bruderschaft der Kathedrale aufgenommen. Diese Bruderschaft umfasst angesehene Laienfreunde des Priorats sowie Ordensleute und andere Geistliche.[18]

### Königreich Frankreich
- Das Wirken des französischen Komponisten Gualterius Libert ist von 1423 bis 1428 nachweisbar.[19]

### Krone von Aragonien
- Der spanische Instrumentalist Rodrigo de la Guitarra ist 1423 in Barcelona tätig.[20]

### Osmanisches Reich
- Der persische Musiker und Musiktheoretiker Abd al-Qadir Maraghi überreicht 1423 dem türkischen Sultan Murad II. in Bursa persönlich eine Musikabhandlung, die er 1421 für diesen geschrieben hat.[21]

## Kompositionen und Schriften
- Guillaume Dufay – Resvelliés vous, et faites chiere lye, 1423 (Epithalamium zur Hochzeit von Carlo Malatesta und Vittoria Colonna in Rimini am 18. Juli 1423)[22][23][12]
- Gualterius Libert – De tristesse, 1423 (Rondeaux)[24]
- Christoforus de Monte – Plaude decus mundi, 1423 (offenbar zur Amtseinführung des Dogen Franceso Foscari komponiert)[25]

## Instrumentenbau
- Die Aufstellung einer Sendung von Musikinstrumenten aus Brügge an den burgundischen Hof nennt drei verschiedene Größen von Schalmeien: suprema, tenor oder bombardam sowie contratenor. Dies deckt sich mit den Beschreibungen von Johannes Tinctoris in seinem Werk De inventione et usu musicae aus dem Jahr 1483. In den Werken von Sebastian Virdung (Musica getutscht, 1511) und Martin Agricola (Musica instrumentalis deudsch, 1529) ist nur von zwei Größen der Schalmei die Rede: der Schalmey und der Bombardt, die eine Quinte tiefer gestimmt ist.[26]

## Geboren

### Geboren um 1423
- Petrus von Osma, Gelehrter, Theologe und Musiktheoretiker († 1480)[27]

## Gestorben

### Todesdatum gesichert
- 04. April: Hugo von Montfort, Dichter und Minnesänger (* 1357)[28][29]

### Gestorben um 1423
- vor dem 5. Februar: John Burell, englischer Komponist (* unbekannt)[30]
- Antonio da Cividale del Friuli, Domininikanermönch und Komponist (* unbekannt)[31]